# Colibrí de Mitchell
El colibrí de Mitchell (Philodice mitchellii) és una espècie d'ocell de la família dels troquílids (Trochilidae) fins fa poc inclòs a Calliphlox.

## Taxonomia
Aquesta espècie era inclosa fins fa poc al gènere Calliphlox però treballs recents van propiciar la ubicació al recuperat Philodice Mulsant, Verreaux, J et Verreaux, É, 1866.

## Hàbitat i distribució
Habita zones amb arbres i praderies de l'est de Panamà i oest de Colòmbia i de l'Equador.